# Xã đặc quyền Lincoln, Michigan
Xã Lincoln (tiếng Anh: Lincoln Township) là một xã thuộc quận Berrien, tiểu bang Michigan, Hoa Kỳ. Năm 2010, dân số của xã này là 14.691 người.